# Autopsy (Band)

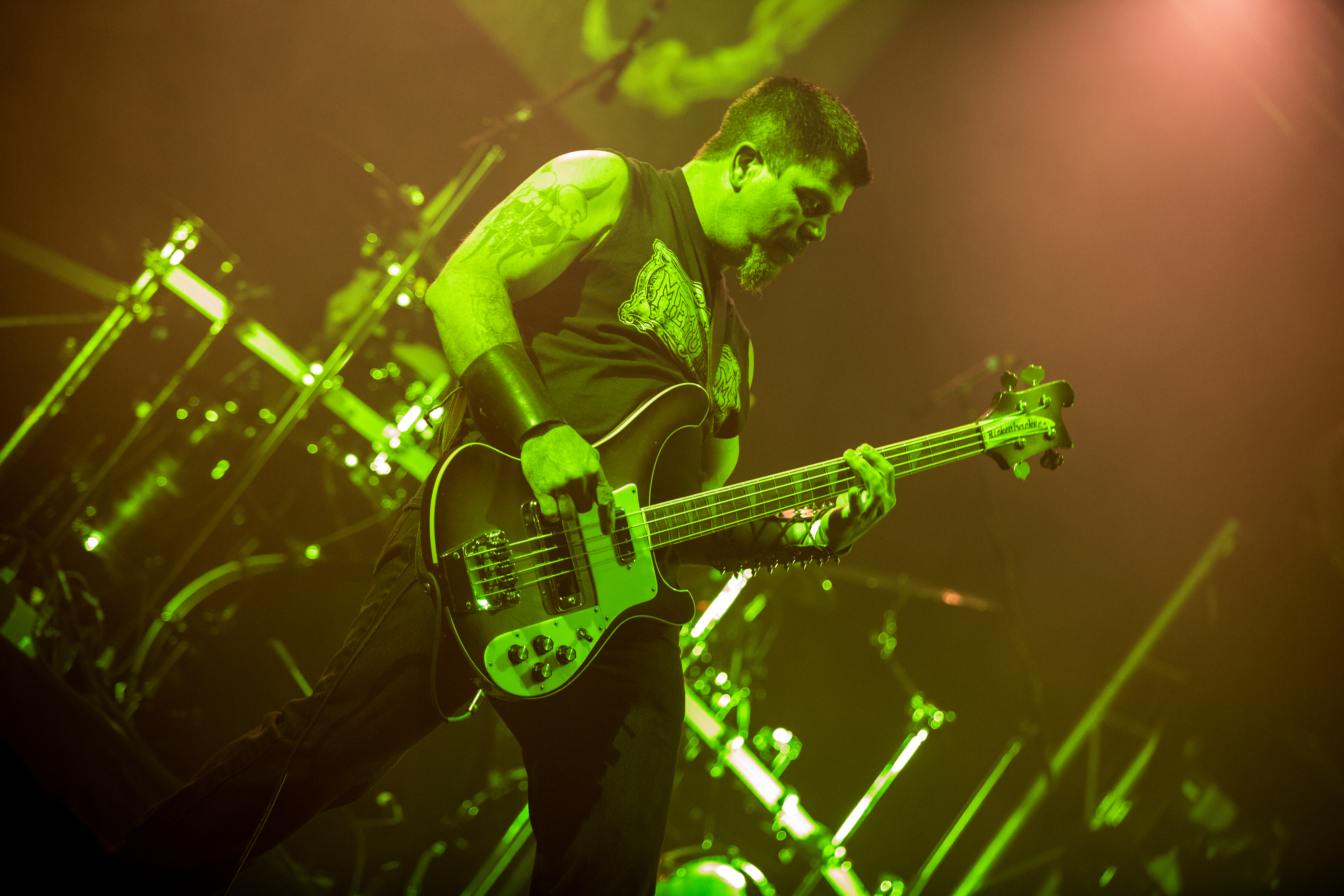
Autopsy beim Party.San 2017

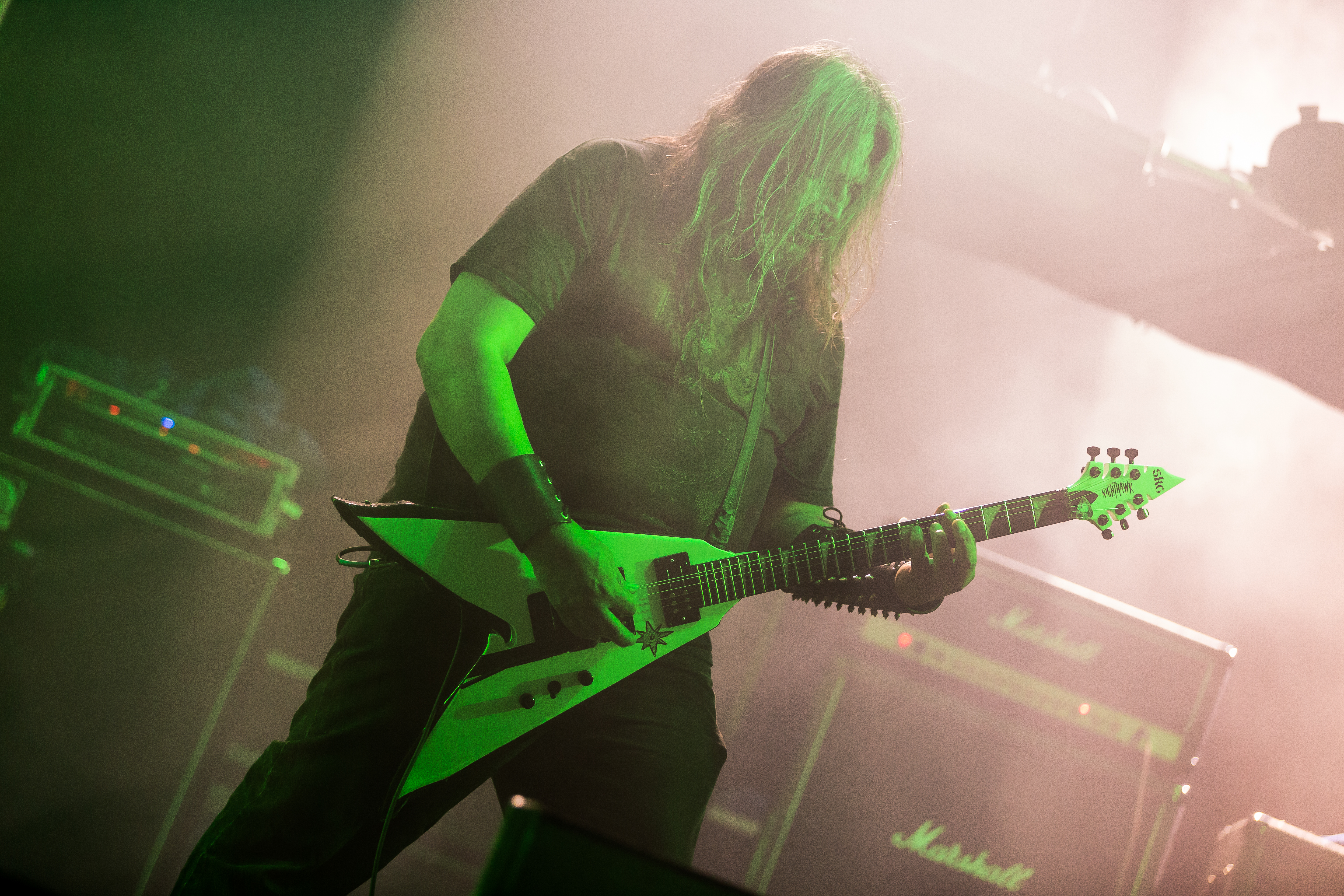
Danny Coralles beim Party.San 2017

Autopsy (engl.: ‚Autopsie‘) ist eine Death-Metal-Band aus San Francisco in Kalifornien, (USA).

## Bandgeschichte
Die Band wurde 1987 von Chris Reifert, der zuvor bei Death ausgestiegen war, zusammen mit Eric Cutler und Eric Eigard gegründet. Haupteinflüsse der Band waren Slayer, Death, Master und Terrorizer. Nach der ersten Demoaufnahme kam Danny Coralles hinzu, während Eric Eigard die Band verließ. Nach den beiden Demos erhielt die Band einen Plattenvertrag bei Peaceville Records und veröffentlichte 1989 ihr Debütalbum Severed Survival. Es wurde innerhalb von vier Tagen eingespielt und abgemischt. Steve DiGiorgio von Sadus, ein Jugendfreund von Chris Reifert, erklärte sich bereit, bei den Aufnahmen als Bassist auszuhelfen.
In der Folge gab es stete Wechsel in der Position des Bassisten, welche der Band Schwierigkeiten bereiteten. Die Tournee zum ersten Album bestritt Ken Sorvari als Bassist. 1991 holte Gitarrist Eric Cutler seinen Bruder Steve Cutler in die Band. In dieser Besetzung wurde die EP Retribution for the Dead aufgenommen und Steve Cutler danach von der Band wieder entlassen. Für die Aufnahmen zur EP Fiend for Blood lieh sich die Band wiederum Steve DiGiorgio aus, bevor Josh Barohn (ehemals Suffocation) Mitte 1992 die Position am Bass übernahm. Doch auch er verließ 1993 nach nur einem Jahr die Band und wurde durch Freeway Migliore ersetzt. Nach Veröffentlichung von Shitfun löste sich die Band auf.
1994 gründeten Chris Reifert, Danny Corales und Freeway die Band Abscess. Reifert und Corales waren gemeinsam mit dem Abscess-Gitarristen Clint Bower, Dan Lilker (Anthrax u. a.) und Frank „Killjoy“ Pucci (Necrophagia) auch Mitglied der Band Ravenous, die 2000 das Album Assembled in Blasphemy herausbrachte.
Im Jahr 2004 wurde eine Jubiläumsedition des Debüts Severed Survival veröffentlicht, zu der die Band in ihrer letzten Besetzung zwei neue Lieder aufgenommen hatte, aber darauf angesprochen verneinte Reifert ausdrücklich eine Wiedervereinigung der Band. Im Jahr 2009 nahm die Band zwei Stücke neu auf, die auf der Wiederveröffentlichung des 1990er Albums Severed Survival enthalten waren, Ende Mai 2010 spielte Autopsy auf dem Maryland Deathfest. Im Juli 2010 erschien Awakened by Gore, eine Wiederveröffentlichung der Demoaufnahmen mit Bonusmaterial. Im August 2010 war die Band einer der Headliner des deutschen Party.San-Open-Air in Thüringen und des norwegischen Hole-in-the-Sky-Festivals. Während dieser drei Auftritte sollte neben der letzten Besetzung Bassist Dan Lilker die Besetzung ergänzen. 2010 erschien dann eine neue Veröffentlichung als EP mit dem Titel The Tomb Within über Peaceville Records. 2011 erschien, ebenfalls über Peaceville, das Album Macabre Eternal, das in der Fachpresse sehr positive Kritiken erhielt. 2012 folgten 4 neue Titel auf einer Kompilation (All Tomorrow’s Funerals). Im Juni 2013 veröffentlichte die Band, erneut über Peaceville, das Album The Headless Ritual.

## Diskografie
| Studioalben - 1990: Severed Survival - 1991: Mental Funeral - 1992: Acts of the Unspeakable - 1995: Shitfun - 2011: Macabre Eternal - 2013: The Headless Ritual - 2014: Tourniquets, Hacksaws And Graves - 2022: Morbidity Triumphant - 2023: Ashes, Organs, Blood and Crypts EPs - 1991: Retribution for the Dead - 1992: Fiend For Blood - 2009: Horrific Obsession - 2010: The Tomb Within - 2015: Skull Grinder - 2018: Puncturing the Grotesque | Kompilationen - 2000: Ridden with Disease - 2001: Torn from the Grave - 2010: Awakened by Gore - 2012: All Tomorrow’s Funerals Sonstiges - 1987: Autopsy (Demo) - 1988: Critical Madness (Demo) - 2004: Dead as Fuck (Live) - 2006: Dark Crusades (DVD) |